# A2Z Art Gallery
A2Z Art Gallery是一家当代艺术画廊，主要展出亚洲以及欧洲艺术家的作品。

## 历史
A2Z Art Gallery巴黎画廊于2009年创立，位于巴黎圣日耳曼区，由李子薇和方孝信共同创立。
A2Z Art Gallery香港画廊于2016年正式开放，位于香港中环的一个生活街区，主要展出巴黎画廊的合作艺术家以及发掘香港本地、东南亚潜力艺术家。

### 文章
- 凤凰艺术, （页面存档备份，存于）
- RFI, （页面存档备份，存于）
- 中国南方艺术, （页面存档备份，存于）
- 欧洲时报, （页面存档备份，存于）